# Узон
Узон — разрушенный потухший вулкан, расположенный на территории Кроноцкого заповедника к югу от Кроноцкого озера на полуострове Камчатка. Это уникальный район проявления современного вулканизма, минерало- и рудообразования, место выхода самой молодой на планете нефти. 

## Описание
Вулкан Узон имел конусообразную форму и был около 3000 м в высоту. После сильнейших извержений, разрушения и провала представлен кальдерой. 

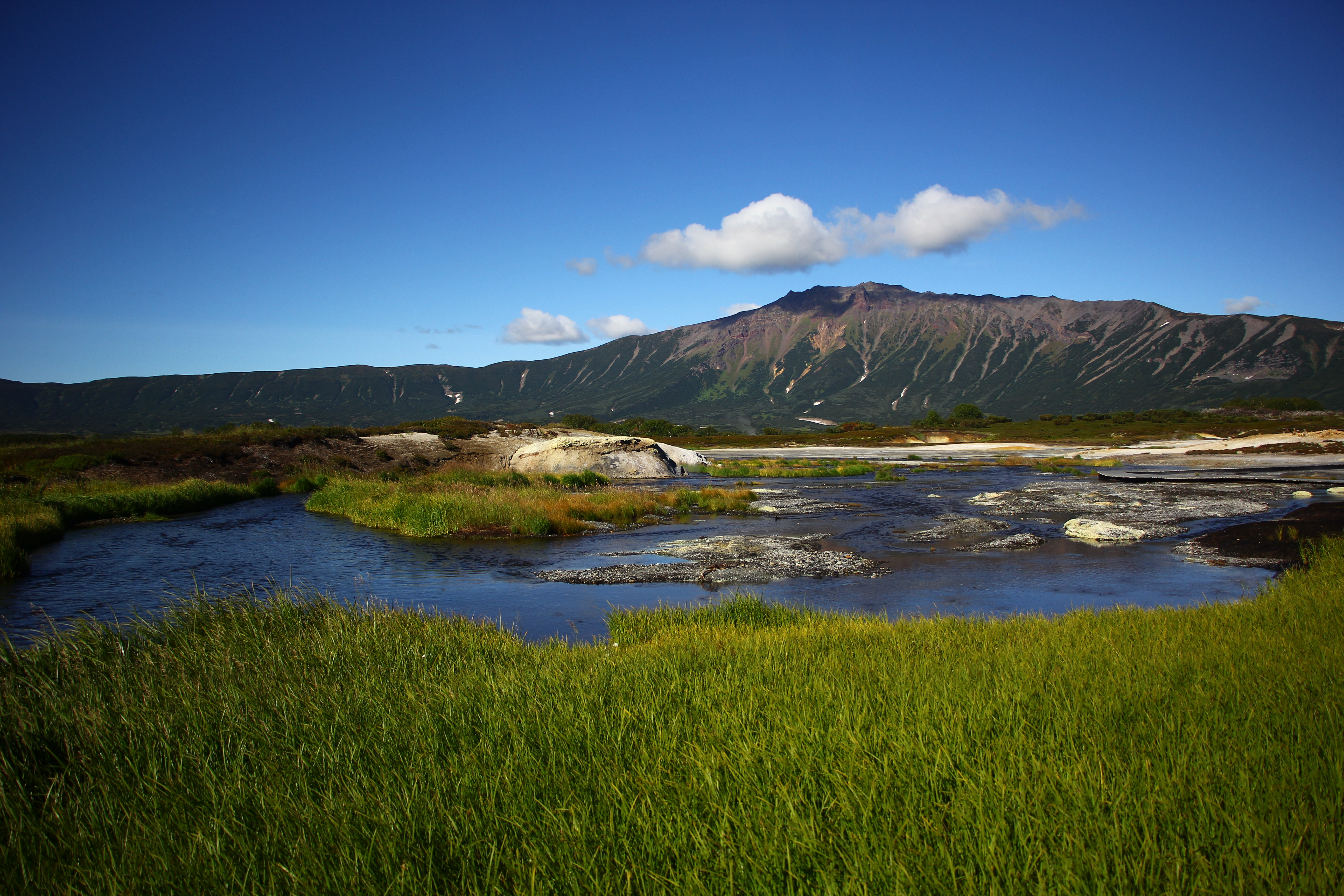
пик Бараний

Кальдера вулкана Узон относится к числу больших кальдер Камчатки. Она представляет собой огромную впадину размером в поперечнике до 12 километров в широтном направлении и до 9 км в меридиональном. Площадь кальдеры около 100 квадратных километров. Дно кальдеры относительно плоское, находится на уровне 700 метров. С юга, запада и севера обрамлено крутыми уступами высотой от 200 до 800 метров, которые плавно переходят во внешнее плато. Высшая точка — это Бараний пик . Высота его в разных источниках указывается 1617 м и 1591 м. На карте на северо-западе кальдеры есть сопка Узон высотой 1591,8 м. Пик Бараний и сопка Узон — одна и та же вершина.
Кальдера сформировалась около 40 тысяч лет назад в результате сильных извержений вулкана Узон. В восточной части кальдеры расположена одна из крупнейших на Камчатке воронок гидротермального взрыва диаметром 1,65 километров, которая занята озером Дальним. Западная часть заболочена, здесь также имеется несколько озёр, самое крупное из которых Центральное. Кроме того, по поверхности кальдеры протекают многочисленные ручейки и речки, которые образуют собой истоки реки Шумной. Сотни столбов пара вырываются из жёлтых фумарольных полей, перемежающихся с зелёными рощами и буроватыми тундрами.
В кальдере активно проявляет себя гидротермальная деятельность земной коры. В западной части насчитывается около 100 источников и более 500 отдельных гидротермальных проявлений. Флора и фауна также разнообразна и колоритна. Особенно интересны отдельные виды водорослей и бактерий, которые весьма комфортно обитают в кипящих ядовитых растворах.

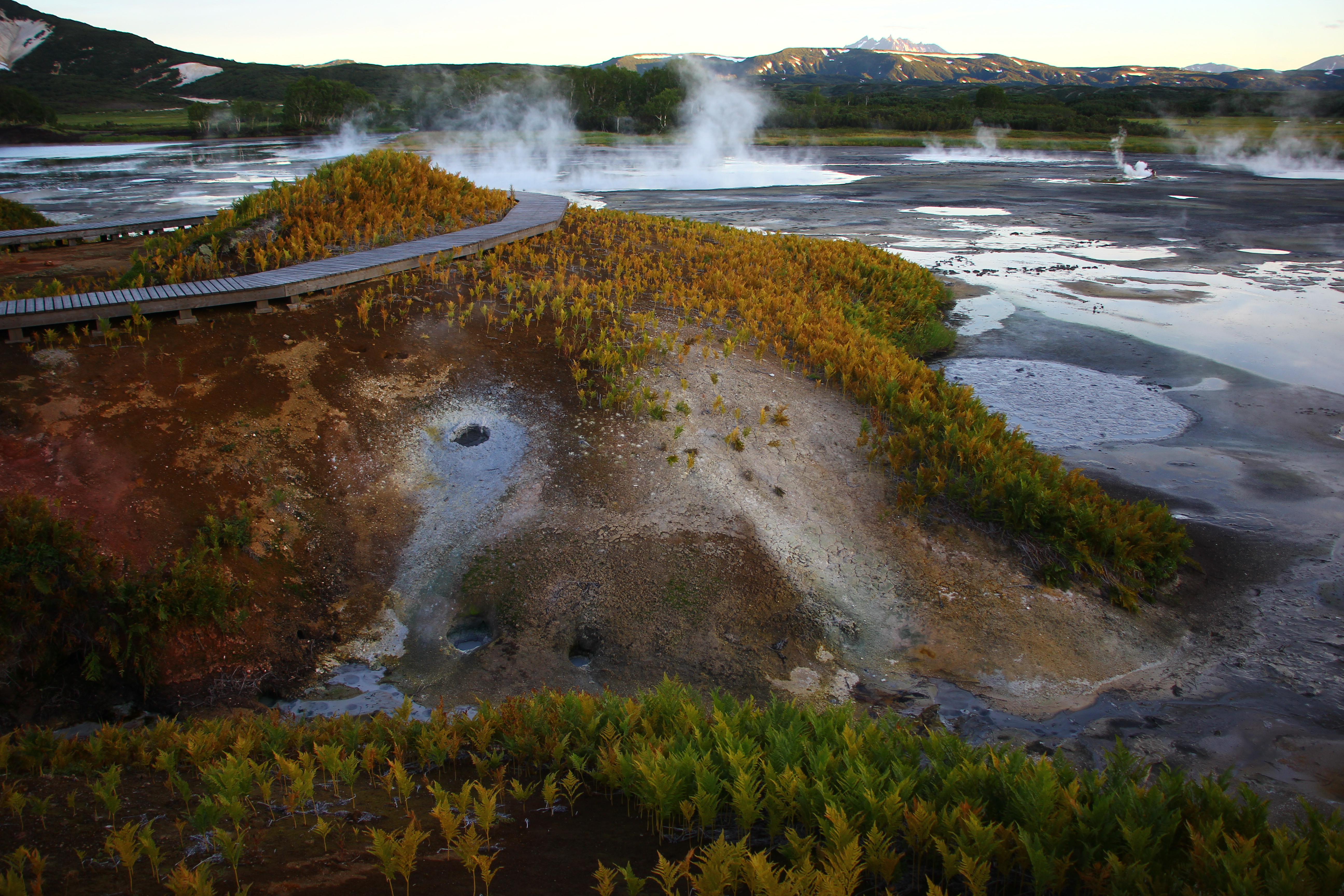
Источники и термальные поля на Узоне

В 1854 году геологом  Карлом Дитмаром были открыты минеральные Узонские источники. По составу вод углекислые, серные. В некоторых ключах зафиксирован радон. 
Повышенная гидротермальная активность местности вызывает стойкий интерес у учёных, которые видят в кальдере вулкана Узон природную лабораторию, где можно вживую пронаблюдать за различными геологическими процессами. Например, в 2008 году было прослежено формирование нового гейзера Мутный с высотой выпуска воды до 6 метров.
Кальдера вулкана Узон вместе с Долиной Гейзеров формируют Узон-гейзерную вулкано-тектоническую депрессию.

## Охранный статус
Кальдера вулкана Узон — один из объектов Кроноцкого заповедника, международный статус ООПТ для которого определён как биосферный резерват, объект Всемирного культурного и природного наследия ЮНЕСКО в составе объекта «Вулканы Камчатки». Категория ООПТ для Кроноцкого заповедника согласно классификации Международного союза охраны природы (МСОП, IUCN): «строгий природный резерват».

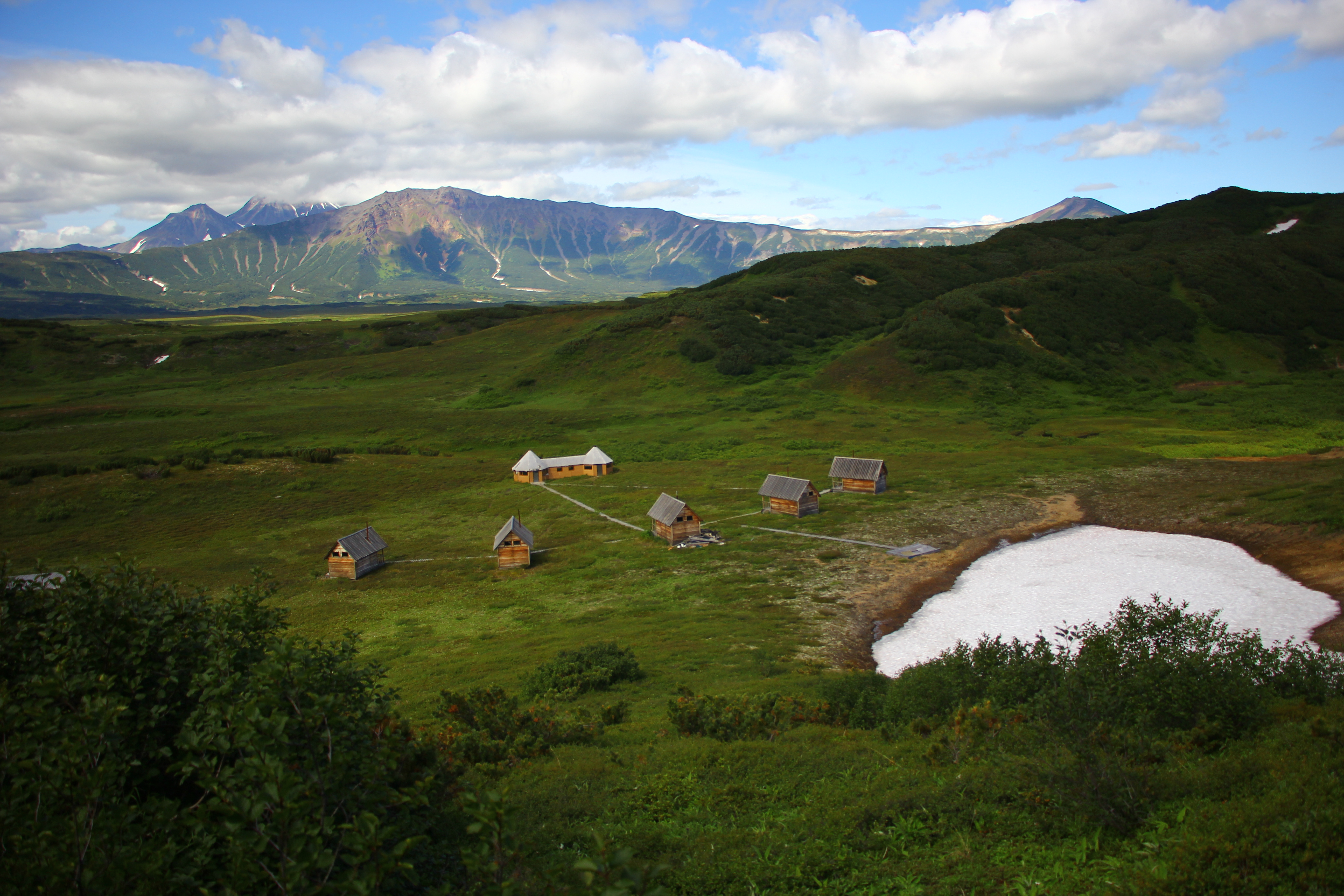
Узон (кордон Глухой и пик Бараний)
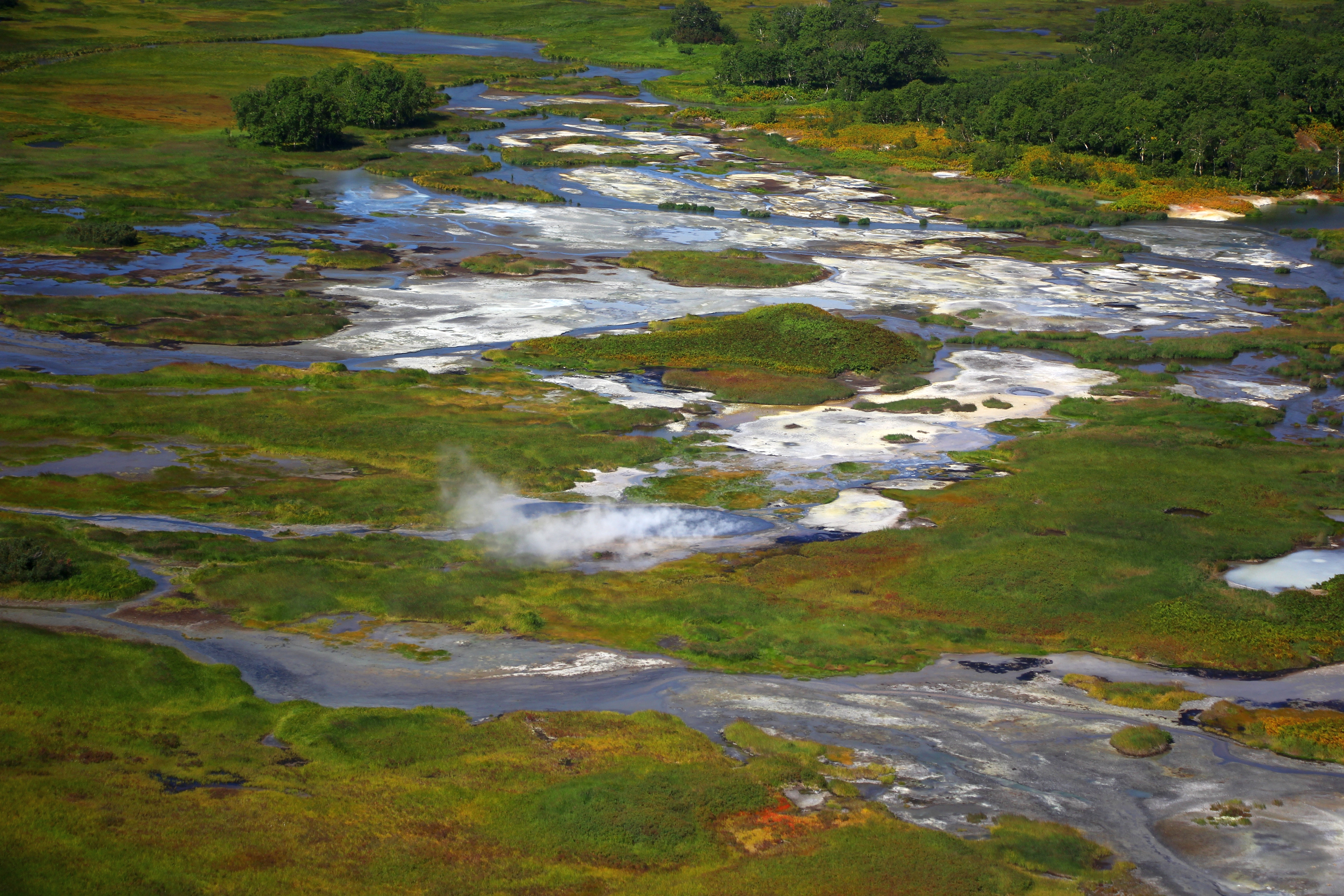
Узонские термальные поля
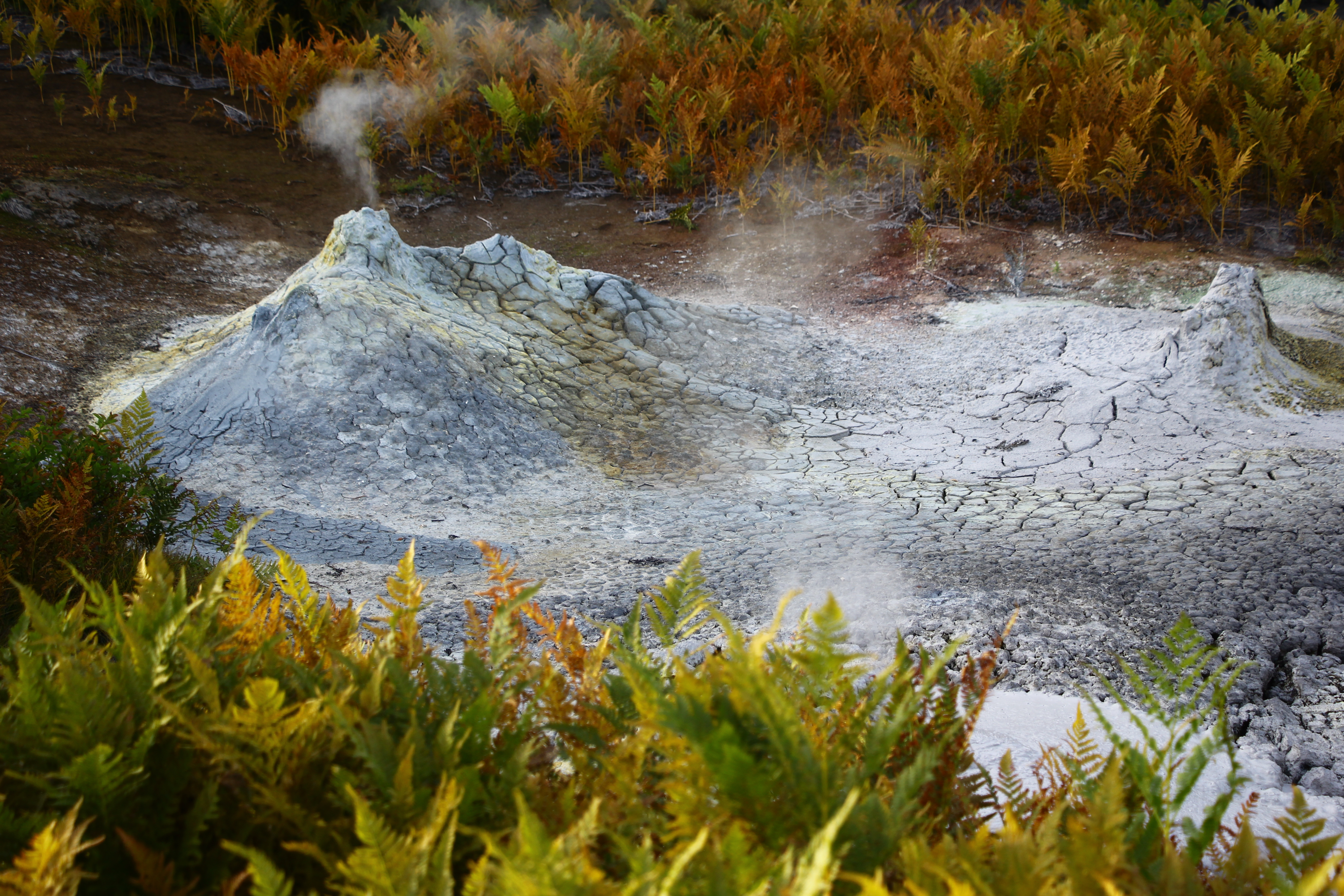
Грязевые вулканчики
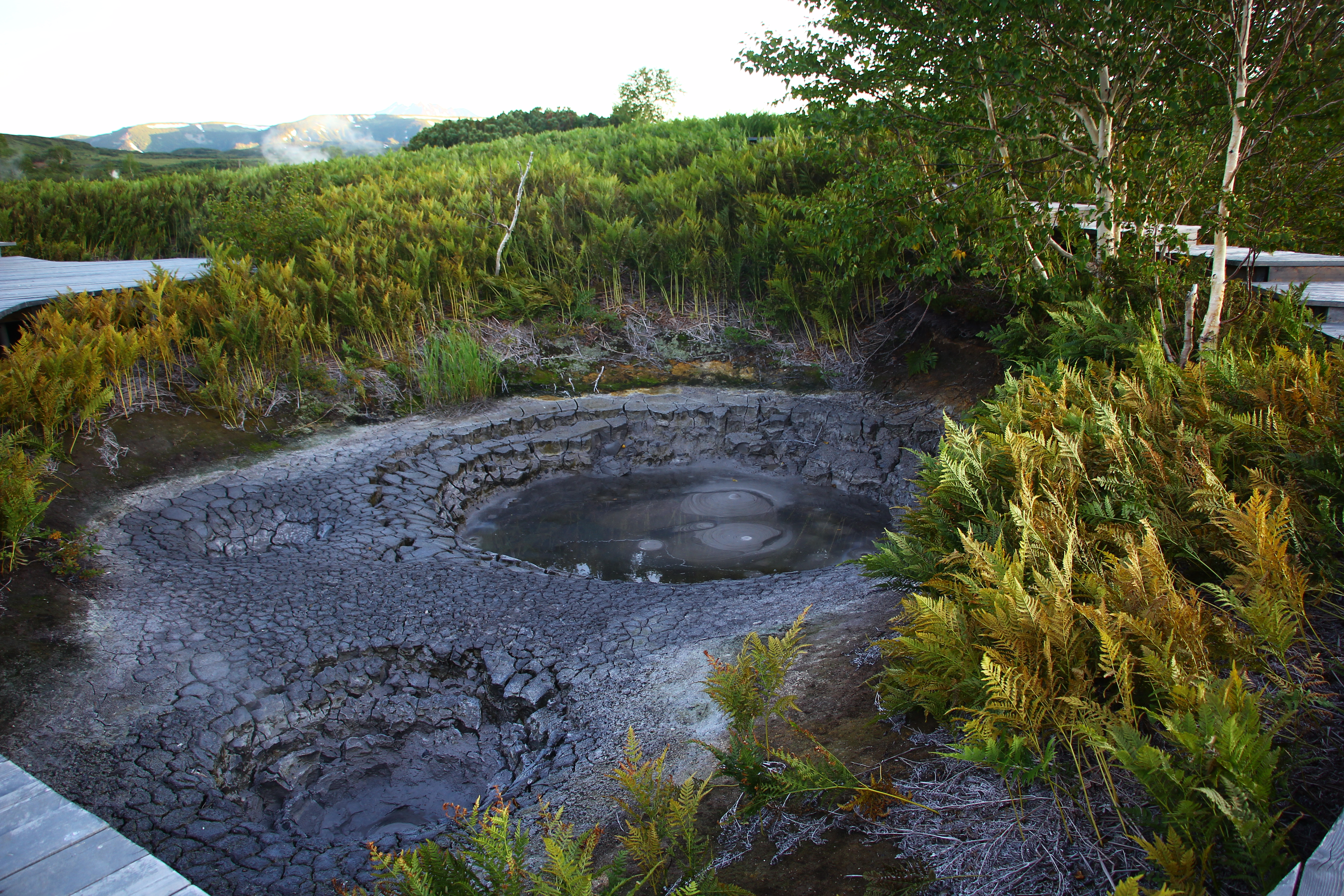
Грязевой котёл на Узоне